# 飯野山
飯野山（いいのやま）は、香川県の丸亀市と坂出市の境に位置する山。別名、讃岐富士。讃岐七富士の一つに数えられている。また、新日本百名山に選ばれている。

## 特徴
讃岐平野にそびえ、近くには西に土器川、東に大束川が流れている。山が侵食によって、屋島のような台地状のメサと呼ばれる状態になり、その後さらに侵食が進み、ビュートと呼ばれる孤立した丘となった。麓付近は花崗岩で、中腹から上には硬い火山岩であるサヌカイト（安山岩の一種）で、山頂付近ではそのサヌカイトが風化した赤い粘土が堆積している。
山頂周辺はレクリエーションの森として飯野山風景林に指定されているほか、瀬戸内海に近く漁船など航行船舶の目標となっているため「航行目標保安林」にも指定されている。
山麓には古くから飯依比古を祭る飯神社と坂元神社が鎮座し、麓から山腹にかけてはモモなどが栽培されている。山頂には巨人伝説で伝えられる巨人おじょもの足跡や、安養寺の奥之院薬師堂、不動尊などがある。北には高松自動車道の坂出ジャンクションがあり、東西に高松自動車道が通り、北に瀬戸中央自動車道（正確には坂出ICまでが高松道の坂出支線）が分岐している。
2010年に丸亀市観光協会が4月22日を讃岐富士の日と制定した。毎年、その日の午前11時より、山頂の薬師堂が開扉されて山頂広場で柴灯護摩が焚かれる。
2018年には讃岐富士の山頂から昇る太陽が宮池（丸亀市のため池北緯34度16分14.450秒 東経133度48分43.21秒）に写るダブルダイヤモンド讃岐富士が四国八十八景72番に選定された。

## 登山
身近な低山として人気を集めており、高齢社会を迎えた昨今、体力づくりもかねて登山者が増えている。南麓から山頂までの登山道は、丸太で階段が組まれ、途中にはアスレチック施設などが整備されている。登山者の中には毎日登る者もおり、通算登山回数が1000回、2000回を越した者もいる。山頂の「薬師堂」には善意のノートが置かれ、登山者が記念を記せるようになっている。
登山口から山頂までは30分から1時間とされている。
主な登山道
- 川津登山口ルート[4]（坂出ルート[5]、西又道）：距離約5.4km[4]。川津登山口は坂出登山口石碑の近くにある[4]。北側にあるルートで三合目西又分岐に出る[5]。
- 飯野登山口ルート[4]（飯野町ルート[5]）：距離約4.4km[4]。飯野登山口はコミュニティバス飯野山登山口停留所近くにある[4]。歩きやすく登山者も多い、駐車場40台、トイレあり。登山口に隣接する遺跡公園「弥生の広場」には駐車場100台[6]。登山道の4合目、5合目、6合目は展望が開けている。
- 飯山登山口ルート[4]（飯山ルート[5]）：距離約4.2km[4]。一王子神社を経由して八合目付近の飯山登山道分岐に出る[4][5]。

## 歌に詠まれる飯野山
- 「暁に駒をとどめて見渡せば讃岐の富士に雲ぞかかれる」 昭和天皇
- 「讃岐にはこれをば富士といいの山朝げ煙たたぬ日はなし」 西行
- 「稲むしろあり飯の山あり昔今」 高浜虚子

## ギャラリー

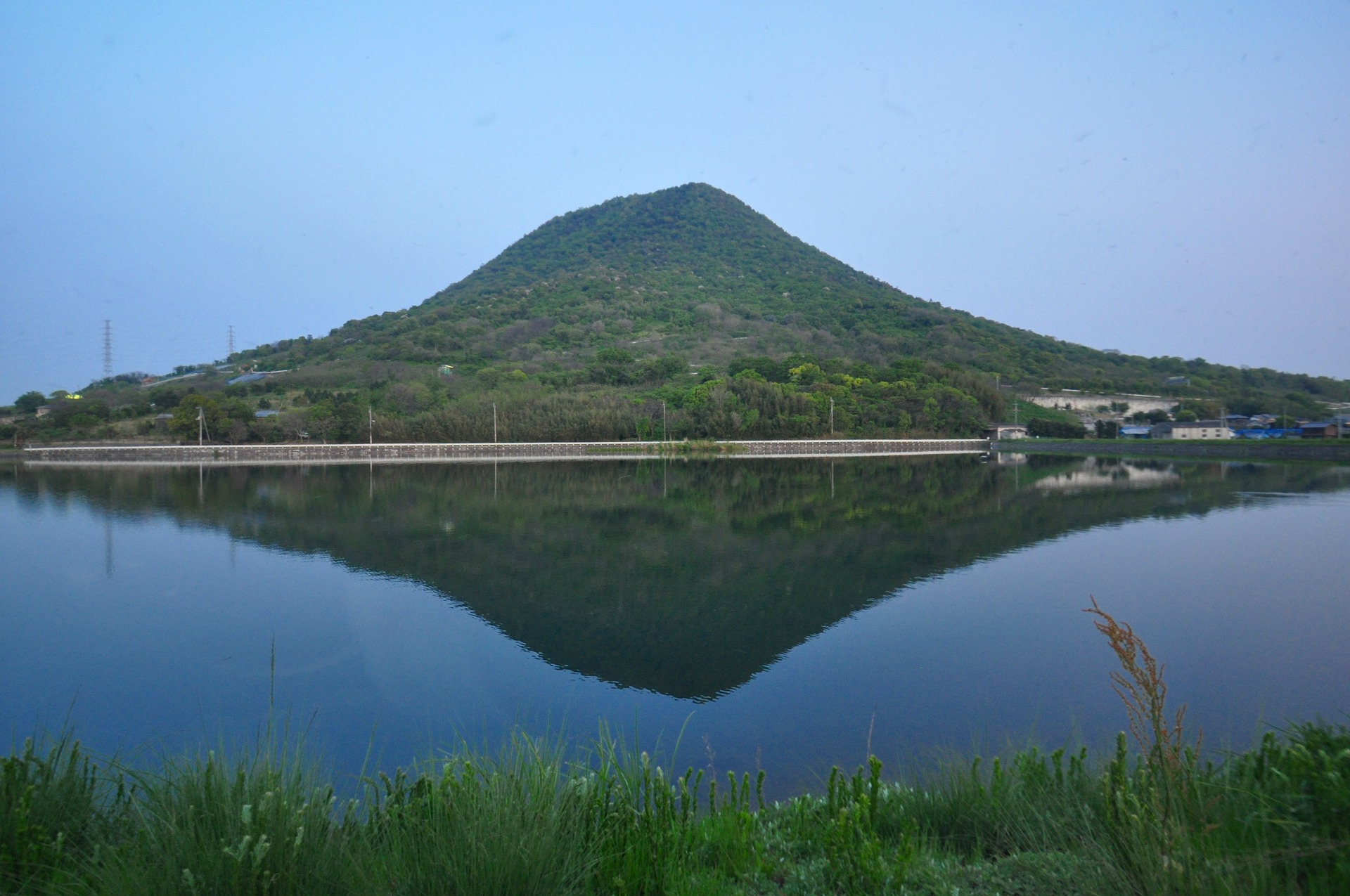
逆さ讃岐富士
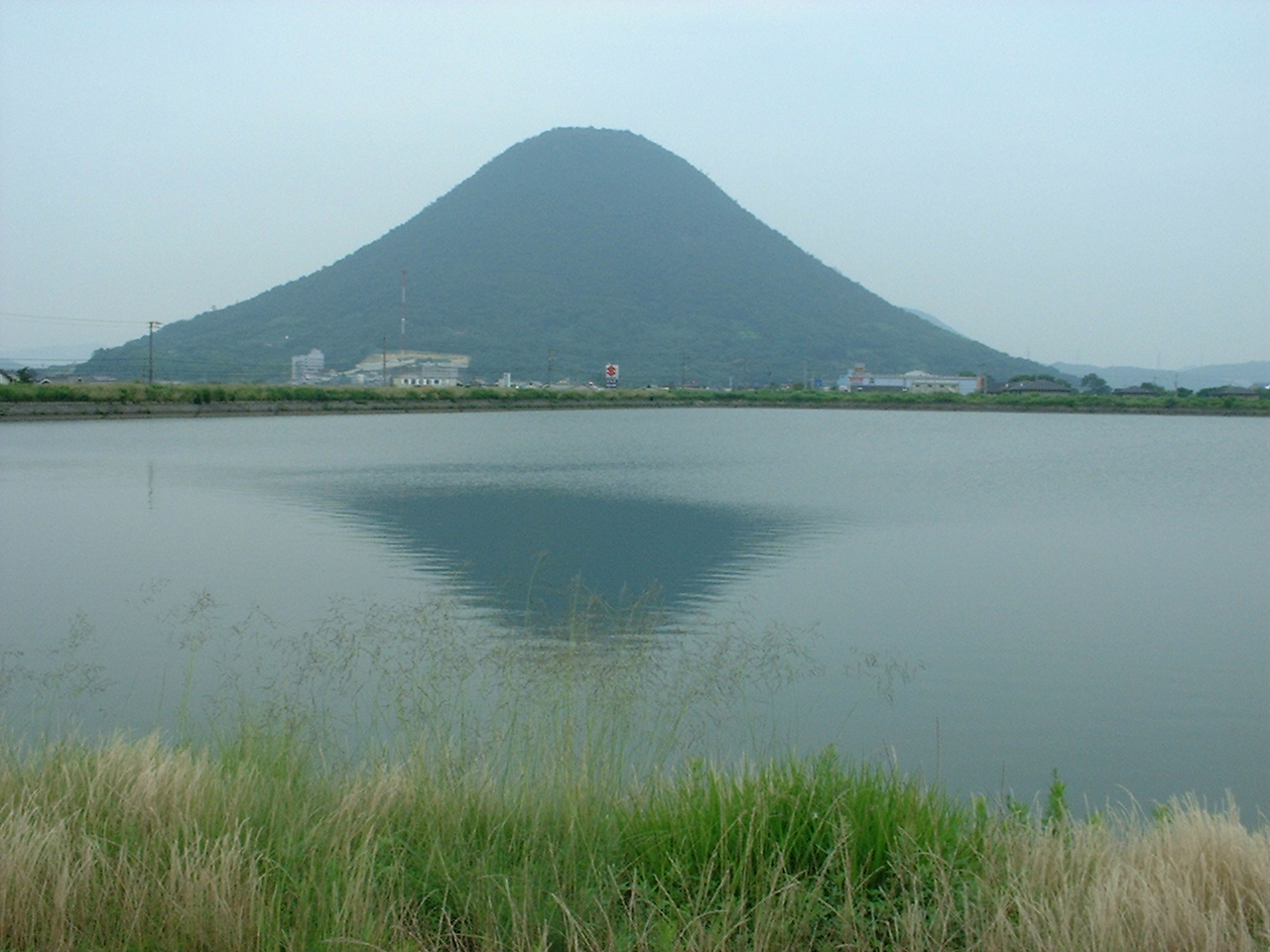
溜池越しに見た飯野山
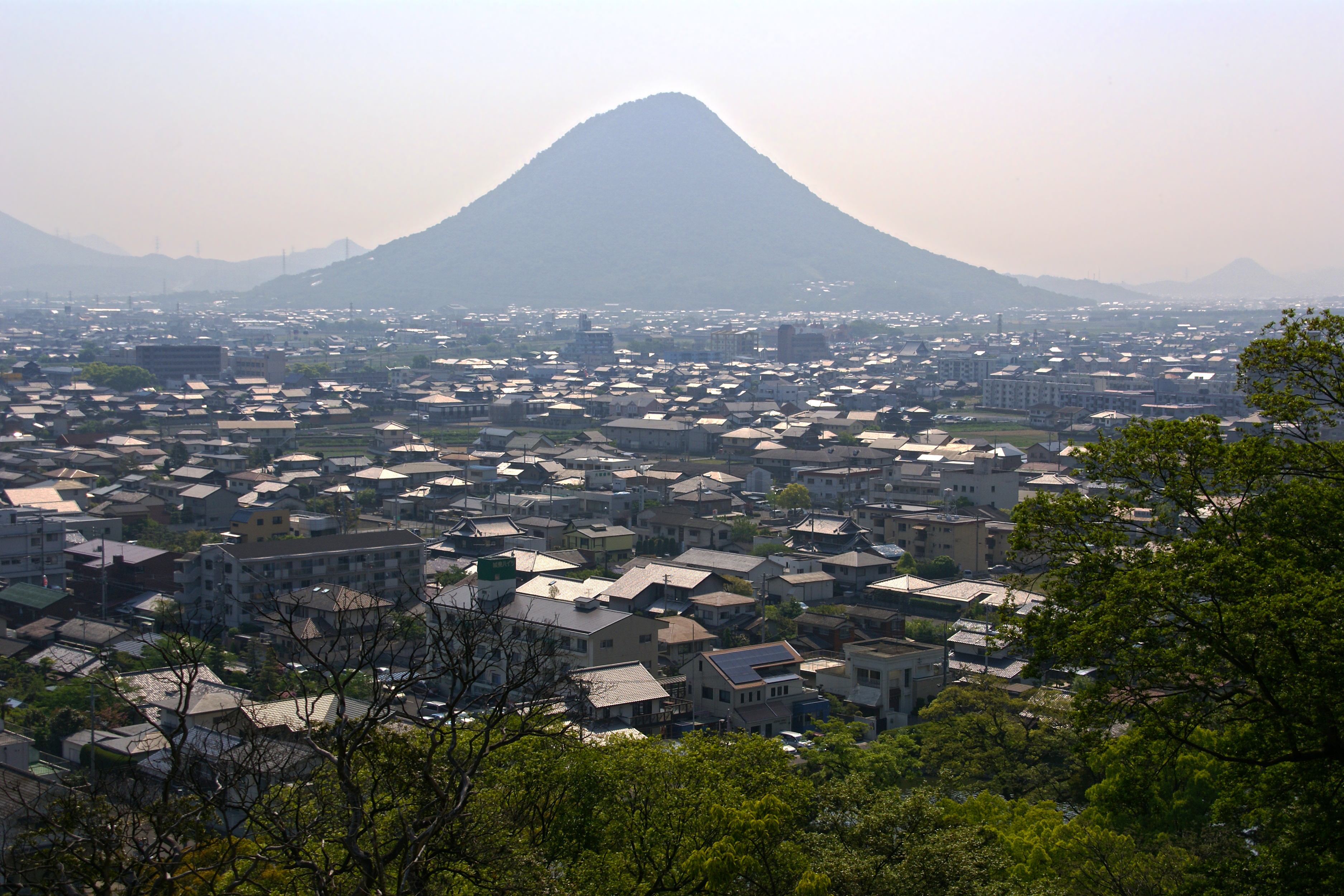
丸亀城より望む飯野山と丸亀市街
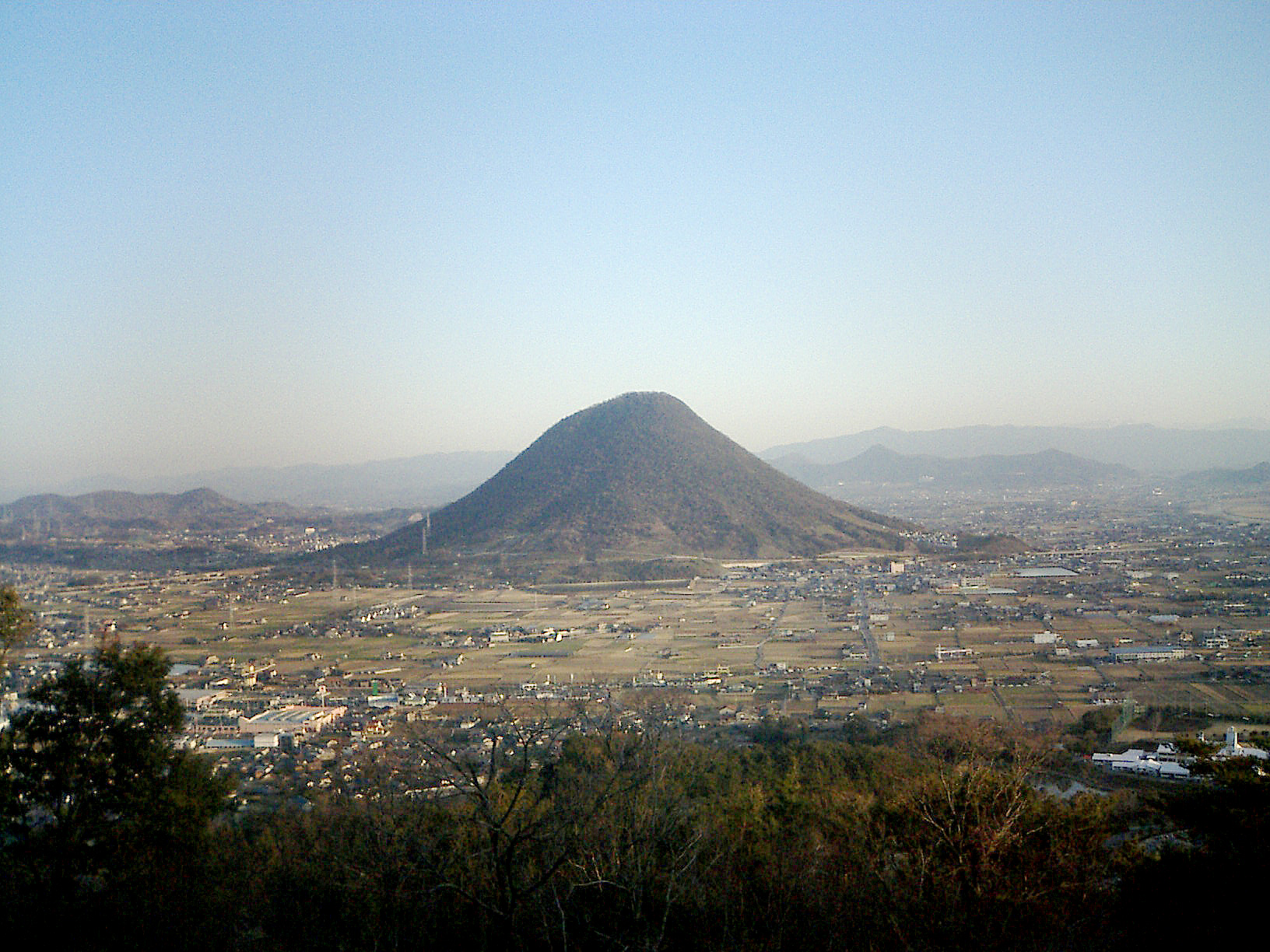
青ノ山より
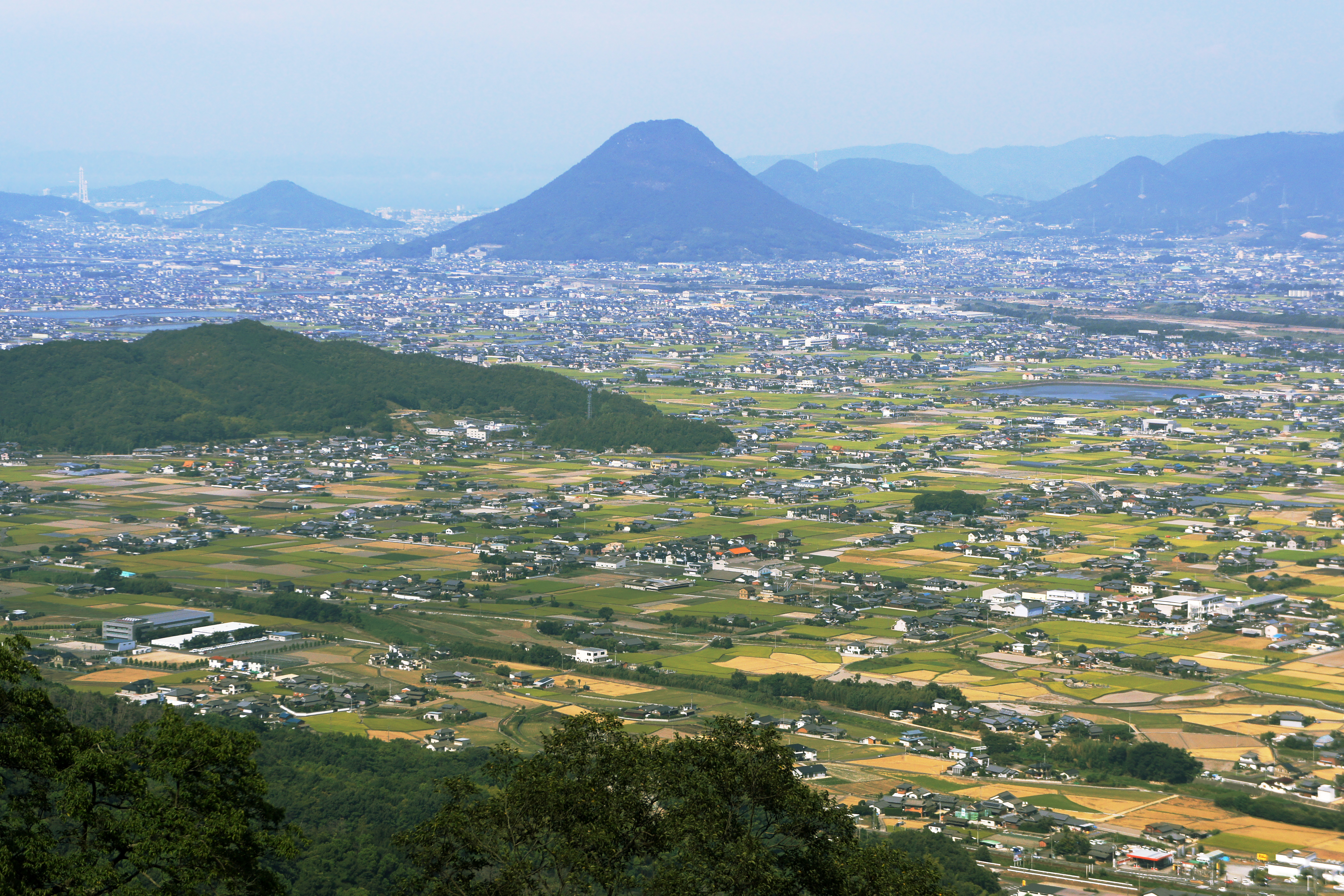
金刀比羅宮奥社より
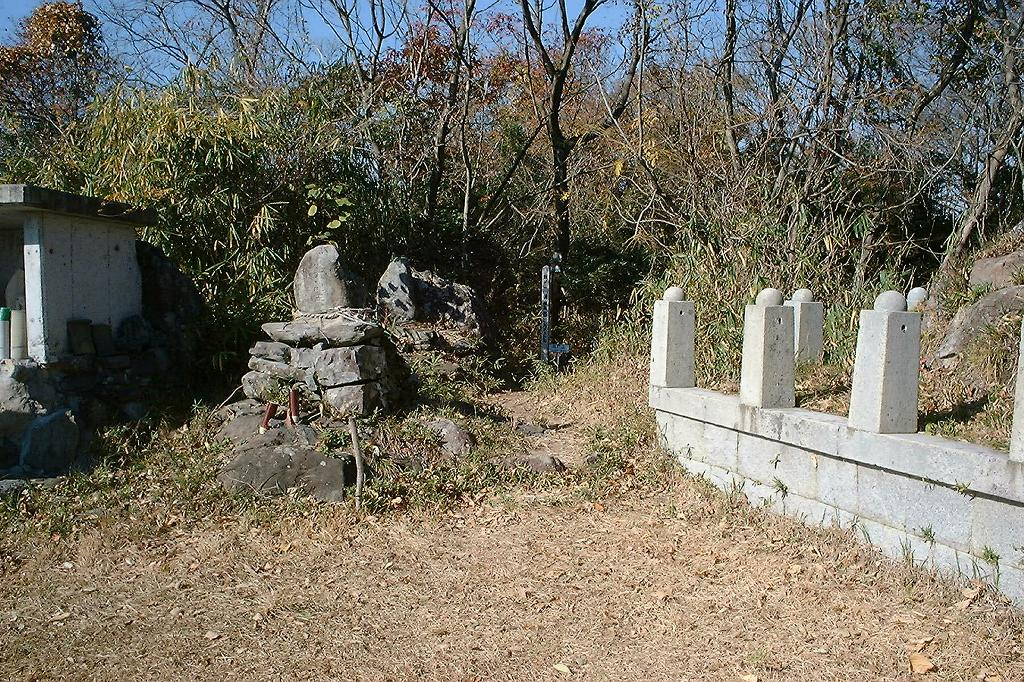
三角点は中央奥
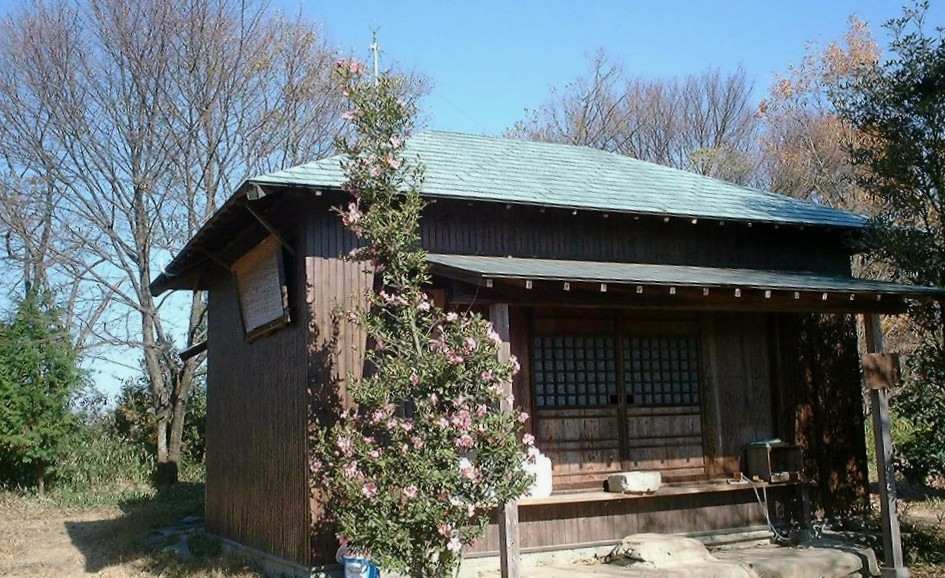
山頂にあるお堂
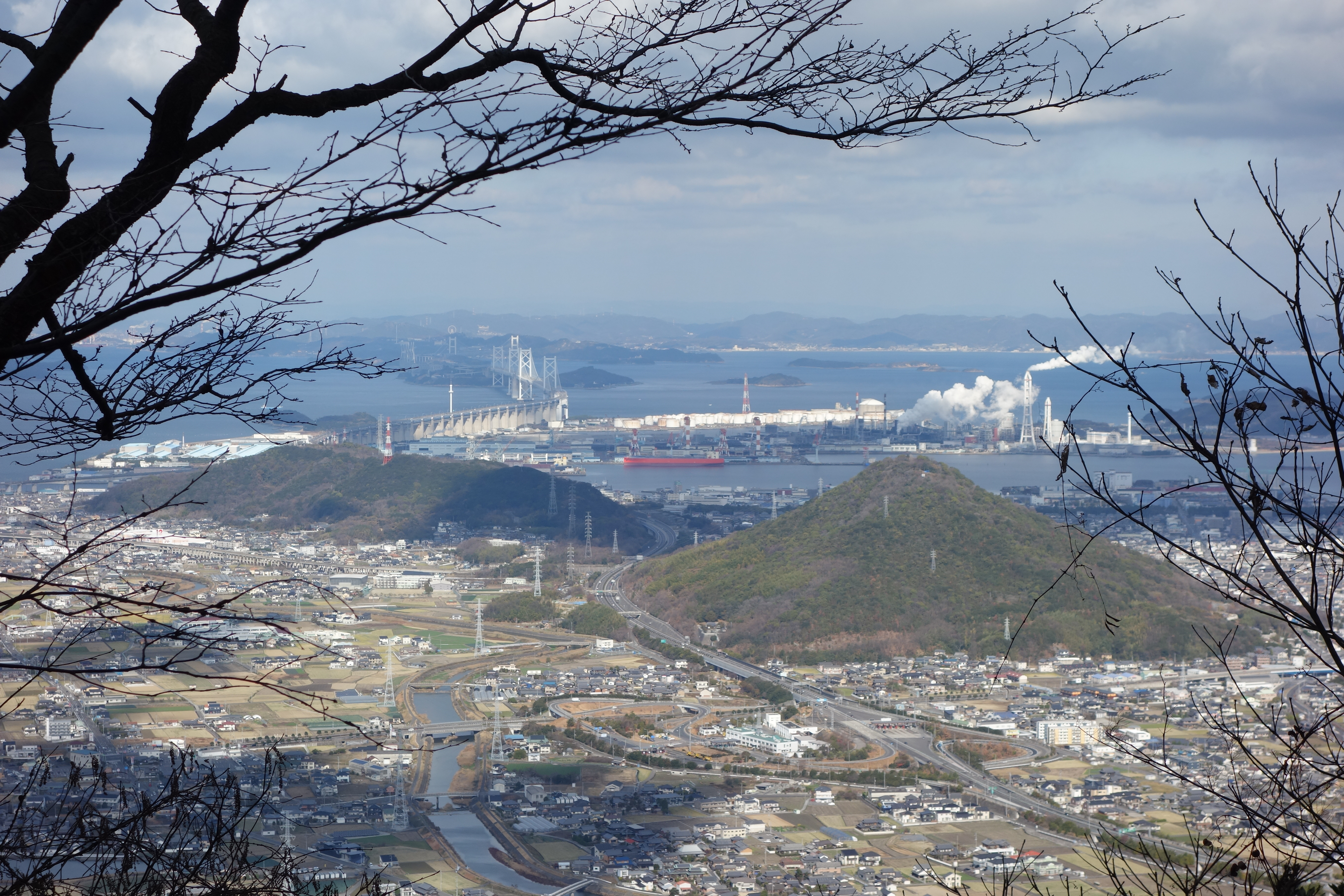
瀬戸大橋と角山（北面）
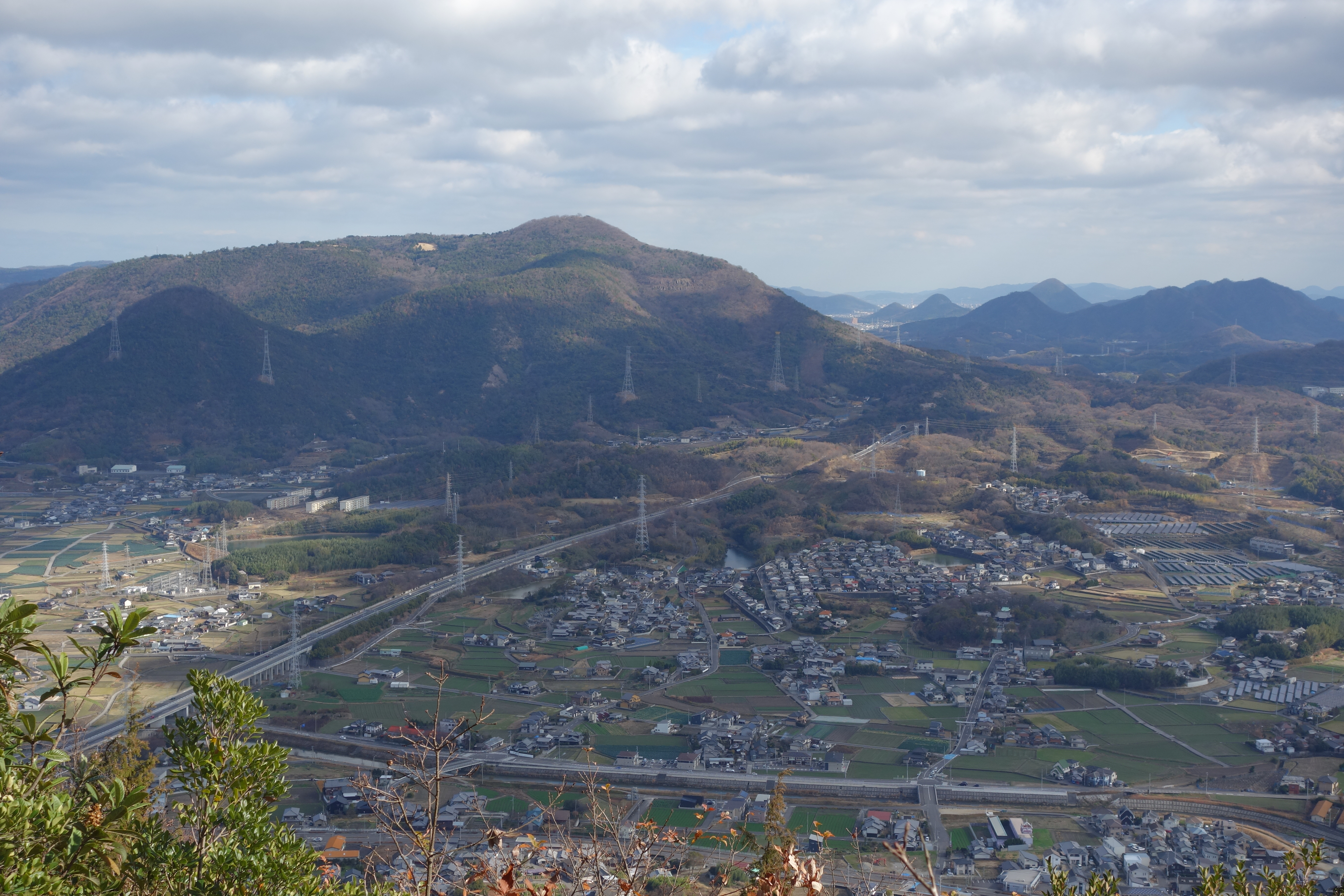
高松自動車道（東面）
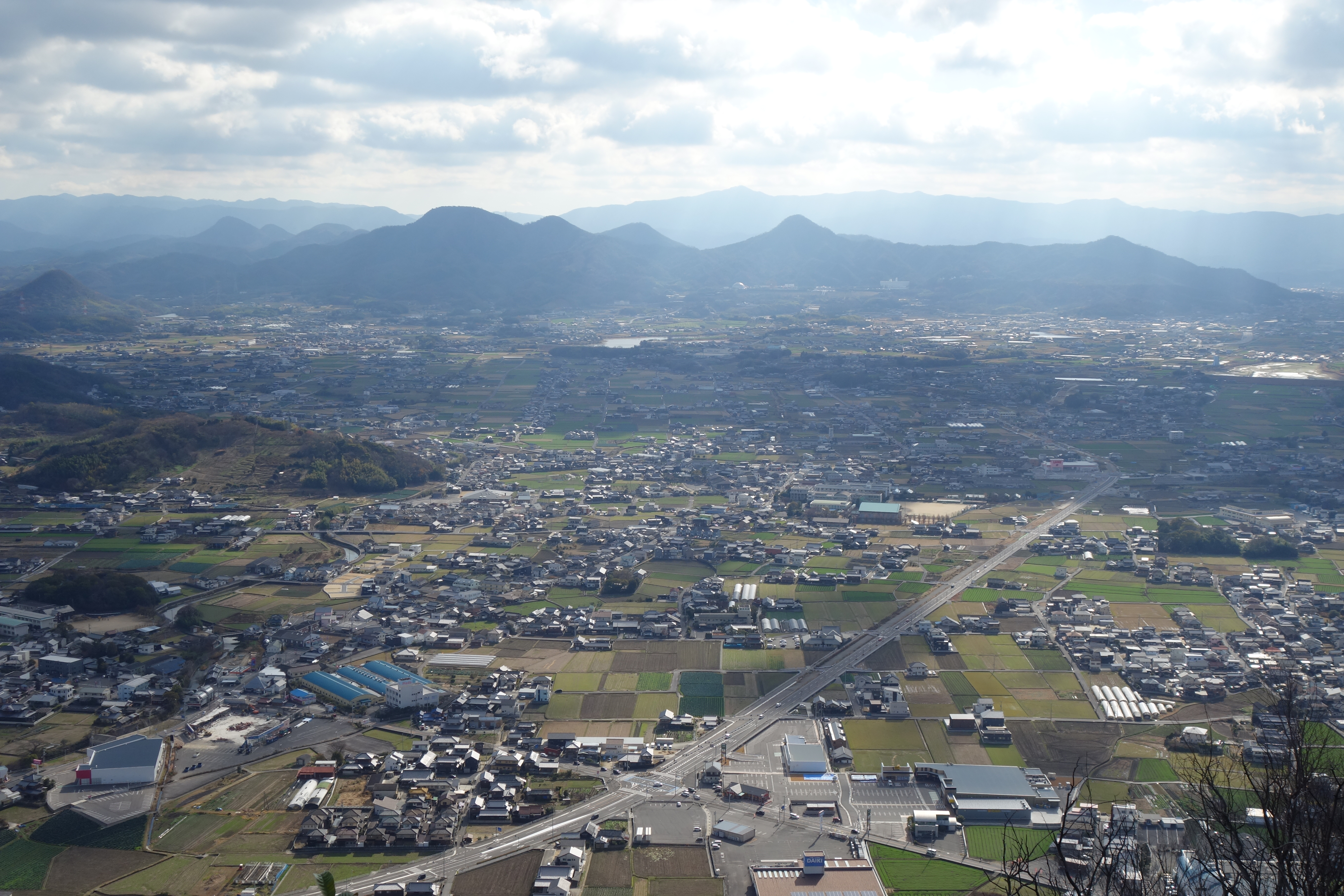
猫山と飯山高校（南面）
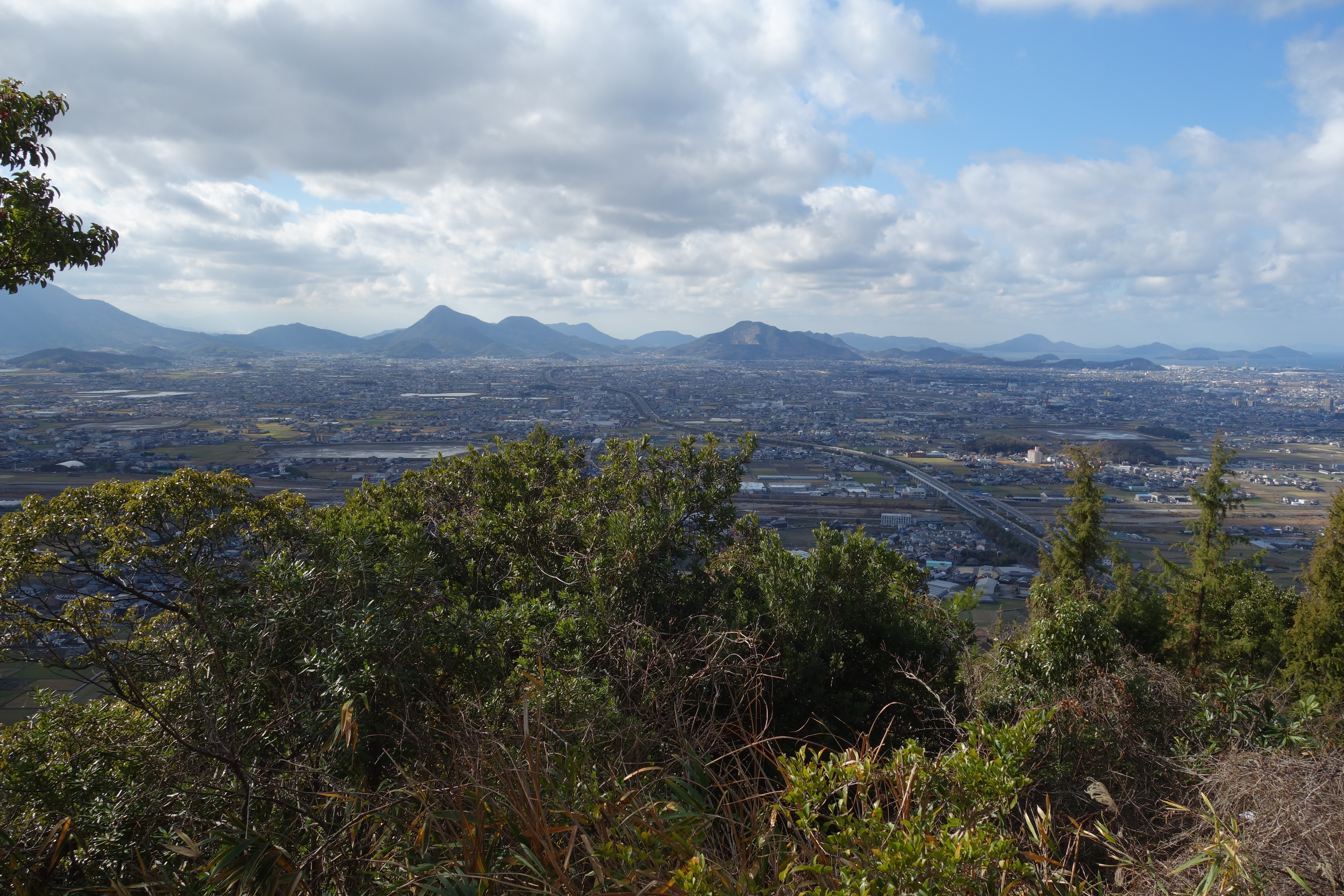
我拝師山と善通寺（西面）

## アクセス
鉄道
- JR坂出駅の南約4.5km（坂出ルート登山口）

バス
- JR丸亀駅より琴参バス レオマ宇多津線 山根西バス停（飯野町ルート登山口最寄り）、国持バス停（飯山町ルート登山口最寄り）
- JR丸亀駅より琴参バス 丸亀東線 飯野山登山口バス停（坂出ルート・飯野町ルート登山口最寄り）、丸亀自動車学校バス停（飯野町ルート登山口最寄り）、国持バス停（飯山町ルート登山口最寄り）

レンタルサイクル
- JR丸亀駅またはJR坂出駅から自転車で約30分[6]